# Fraktion CVP/EVP/glp der Bundesversammlung

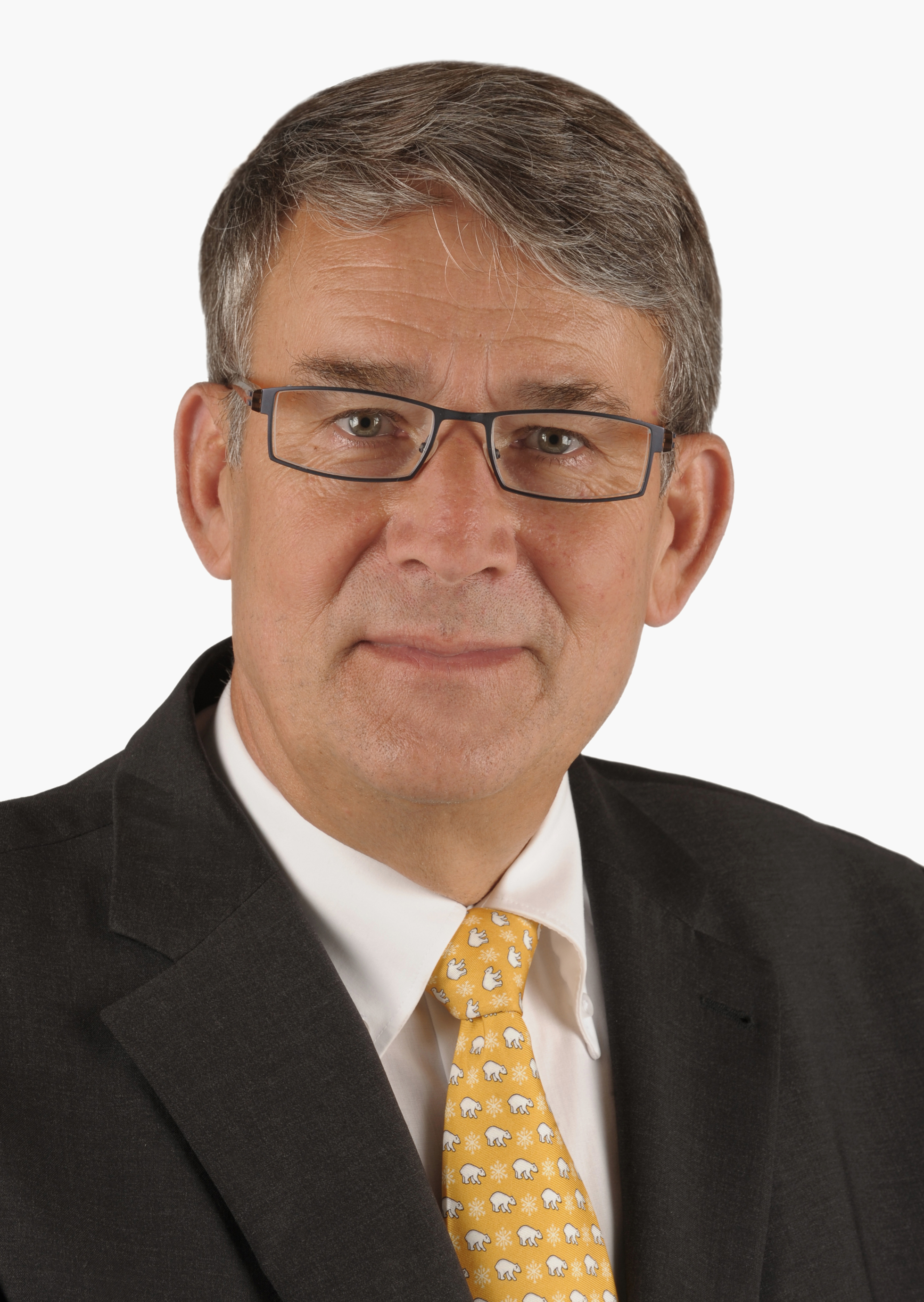
Fraktionspräsident Urs Schwaller, Ständerat, Kanton Freiburg

Die Fraktion CVP/EVP/glp der Bundesversammlung (CEg) / Groupe PDC/PEV/PVL l'Assemblée fédérale (CEg) / Gruppo PPD/PEV/glp l'Assemblea federale (CEg) war die christlich-demokratische Parlamentarierfraktion der Schweizerischen Bundesversammlung von 2007 bis 2011.

## Fraktion
Die CVP/EVP/glp Fraktion vertrat 18,4 Prozent Wähleranteil (Wahlen 2007). Ihr gehörten 36 Nationalräte (NR) und 16 Ständeräte (SR) des an: 31 Nationalräte und 14 Ständeräte der Christlichdemokratischen Volkspartei der Schweiz (CVP), 2 Nationalräte der Evangelischen Volkspartei der Schweiz (EVP) und 3 Nationalräte und 2 Ständeräte der Grünliberalen Partei der Schweiz (glp).
Die gemeinsame Bundeshausfraktion der CVP, EVP und glp wurde 2007 gegründet, früher trug sie den Namen, den vorher allein die Gruppe der CVP-Parlamentarier trug: Christlichdemokratische Fraktion (C). Sie war in ihren Entscheidungen unabhängig von anderen Parteiorganen, sie stützte sich jedoch auf die Ziele und Programme der CVP, EVP und glp. Die Nominierung der CVP-Kandidaten für die Bundesratswahlen gehörte in die alleinige Zuständigkeit der CVP/EVP/glp-Bundeshausfraktion.
Nach den Wahlen 2011 bildete die Grünliberale Partei eine eigene Grünliberale Fraktion, während sich der frisch gewählte Vertreter der CSP Obwalden der neuen Fraktion CVP/EVP anschloss.

## Fraktionsleitung
Präsidium
Fraktionspräsident war Urs Schwaller (FR/SR), die Vizepräsidenten sind Brigitte Häberli (TG/NR), Bruno Frick (SZ/SR), Präsident der CVP-Ständeratsgruppe, sowie Thérèse Meyer (FR/NR).
Vorstand
Dem Fraktionsvorstand  gehörten die 4 Präsidiumsmitglieder, ex officio die CVP-Bundesrätin, der Präsident der CVP Schweiz und weitere 5 Parlamentarier an.
Sekretariat
Das Fraktionssekretariat wurde von Alexandra Perina-Werz geführt.